# Pierre-Antoine Dupont de l'Étang

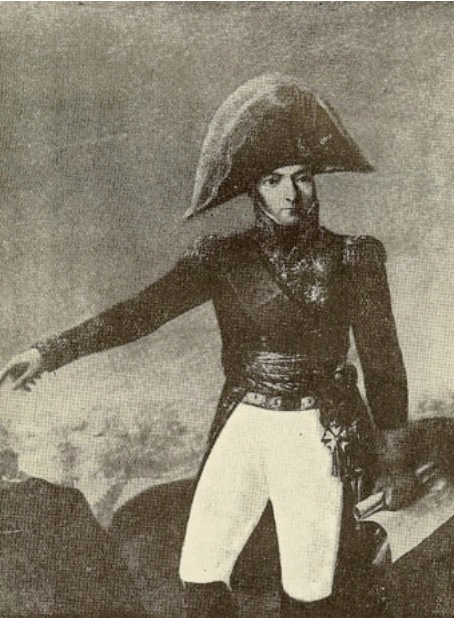
Dupont de l'Étang.

Pierre-Antoine Dupont  (Chabanais, 14 de julio de 1765 - París, 9 de marzo de 1840) fue un general francés durante las Guerras Napoleónicas.

## Biografía

### Juventud
Nacido de noble cuna en Chabanais (Charente), el que después habría de figurar en la jerarquía nobiliaria francesa con el título de conde Dupont de L’Etang comenzó su carrera militar en 1784 en la legión francesa del Conde de Maillebois, sirviendo en las Provincias Unidas para apoyar al partido democrático contra Prusia. Cuando esta legión fue despedida en 1787, ingresó como teniente en un regimiento de artillería que aún servía a las Provincias Unidas desde 1787 hasta 1790. En 1791 sirvió como subteniente en el regimiento de infantería 12 de línea, recibiendo al año siguiente su bautismo de sangre y el grado de teniente coronel. En 1793 obtuvo el ascenso a coronel y a general de brigada, sirviendo como parte del Estado Mayor del Ejército del Norte.
Creado el Gabinete Topográfico por el Directorio, el general Dupont entró a prestar en él sus servicios. Este puesto le valió para adquirir valiosas relaciones, entre ellas la de Napoleón Bonaparte.

### Vida militar
Posteriormente figuró Dupont en los ejércitos de Sambre y Mosa y su brillante comportamiento en la campaña de Alemania le valió el ascenso a general de división. La leal adhesión de Dupont al primer cónsul durante el golpe de 18 de Brumario le valió el nombramiento de jefe del Estado Mayor de la Reserva para la campaña de 1800, interviniendo en la Batalla de Marengo contra los austriacos. Creada la Legión de Honor para premiar los servicios hechos al Estado, Dupont fue nombrado gran oficial de la Orden.
Durante la campaña del Danubio en 1805, como líder de una de las divisiones del mariscal Ney, ganó aun mayores distinciones, especialmente en la acción de Albeck-Haslach, en la que previno la huida de los austriacos de Ulm, contribuyendo al aislamiento de los mismos y la subsiguiente captura de Mack y su ejército. En la Batalla de Friedland se hizo aún más famoso.
Con un historial como pocos de los comandantes de división de Napoleón podían exhibir, entró en España en 1808, en plena Guerra de la Independencia Española. Tras la ocupación de Madrid, Dupont, recientemente nombrado conde por Napoleón, fue enviado a someter Andalucía. Tras una serie inicial de éxitos, hubo de retirarse a los pasos de Sierra Morena y a pocos kilómetros de Córdoba derrotó a un pequeño ejército de soldados y paisanos armados en la Batalla del puente de Alcolea, llegando horas después a la capital y provocando el saqueo de Córdoba durante tres trágicos días con múltiples asesinatos, robos, tropelías y violaciones. Las terribles noticias dieron la vuelta a España. Perseguido y aislado por los españoles del general Castaños, tiene que dejar Córdoba y sus tropas fueron derrotadas en la Batalla de Bailén, donde se vio obligado a capitular, asumiendo la histórica primera derrota de un ejército Napoleónico en tierra firme. Tras una penosa travesía y un tiempo de reclusión bajo vigilancia embarcó en Cádiz el 5 de septiembre y llegó a Toulon el 21 del mismo mes.

### Caída en desgracia

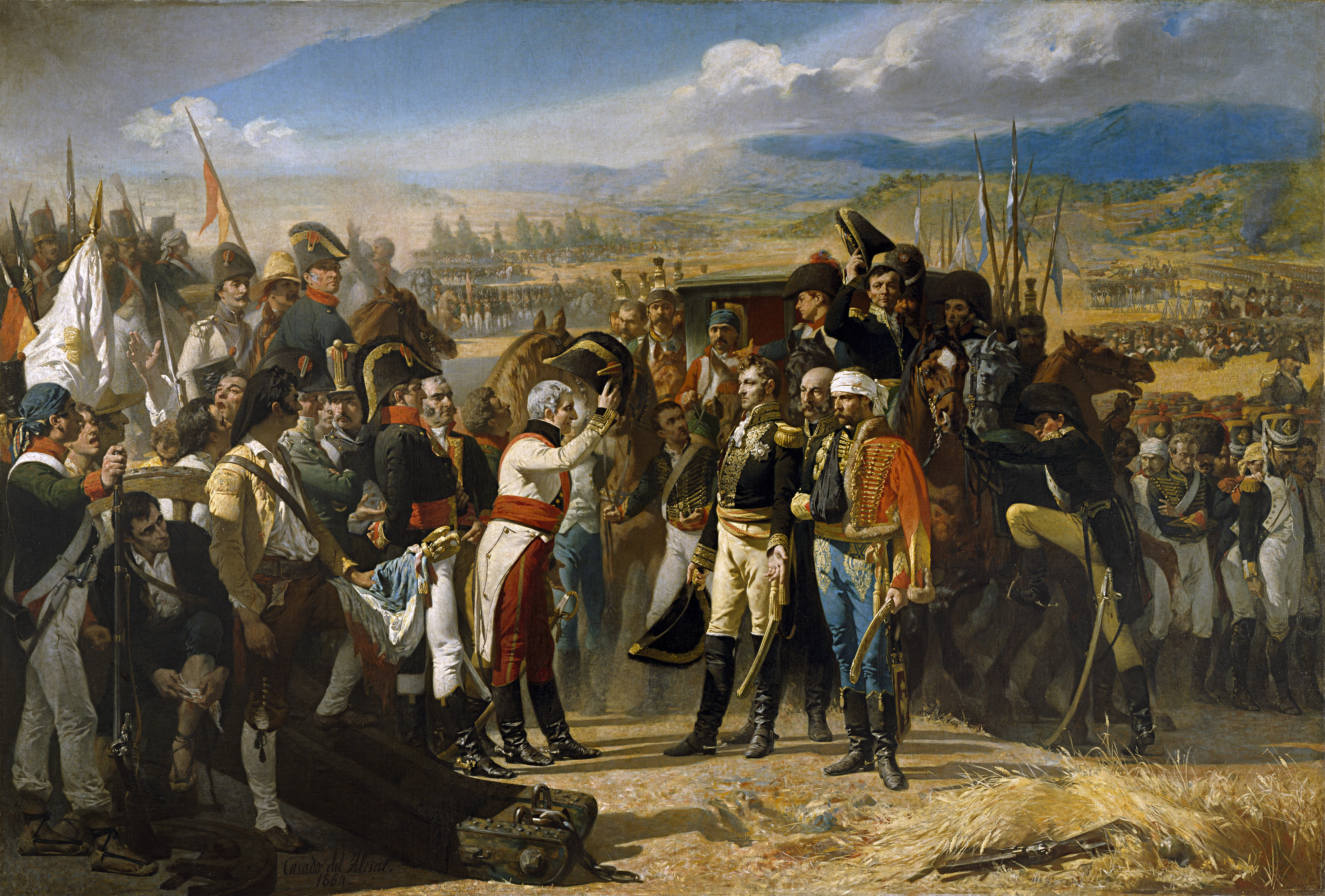
La Rendición de Bailén, de Casado del Alisal, (1864), donde se muestra la entrevista entre el general Castaños y el general Dupont tras la victoria española en la Batalla de Bailén.

La participación de Dupont en diferentes campañas militares y el éxito obtenido en ellas le hizo ser reconocido por Napoleón como uno de sus grandes generales, pero tras la derrota de Bailén, Dupont expió amargamente el desastre; culpado por Napoleón fue encarcelado a su llegada a Francia junto a otros generales vencidos y sus causas se sometieron al dictamen de una Comisión especial, nombrada al efecto. En virtud del dictamen de la Comisión, Dupont fue privado de todos sus grados, títulos y condecoraciones; borrado su nombre del anuario de la Legión de Honor, prohibiéndosele el uso del uniforme militar y el empleo de su título de conde, se le confiscaron todas sus pensiones y se le recluyó en prisión.

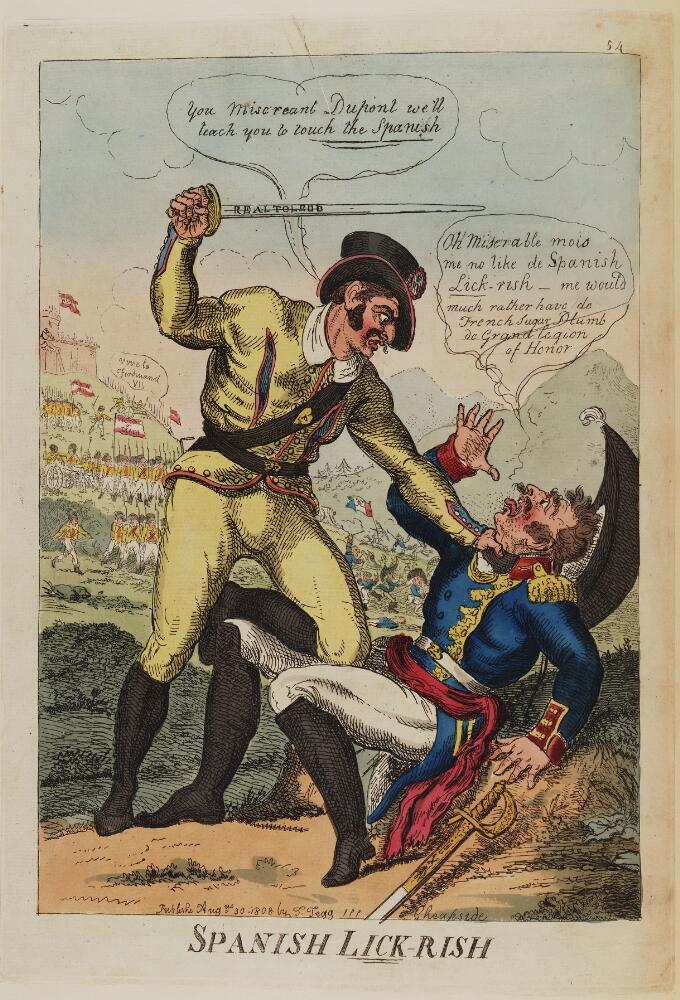
Caricatura británica que muestra al general Dupont humillado tras su captura en la Batalla de Bailén (1808).

Con el regreso al trono de los Borbones, Luis XVIII le sacó de prisión y le devolvió todos los honores y prebendas, nombrándole además comisionado del Departamento de Guerra, cargo en el que está confirmado (3 de abril) con rango de ministro. El 7 de noviembre, el rey ordena que "el expediente de su condena que, independientemente de su más o menos injusticia, tenía todas las características de un acto arbitrario más que de una condena regular y legal". Pero la administración del general Dupont es deficiente con numerosos despidos, el despilfarro de la Legión de Honor o nombramientos de conveniencia en las filas del ejército y eso hizo provocar numerosas quejas. Por otro lado se entrega al partido reaccionario con tal exceso que al cabo de unos meses el rey se ve obligado a retirarle la cartera de guerra (3 de diciembre de 1814). Se le dio a cambio el gobierno de la 22.ª división militar y la cruz del comandante de Saint-Louis. Nuevamente depuesto durante los Cien Días (3 de abril de 1815), y encerrado en Doullens, fue puesto en libertad tras el regreso de los Borbones. Reinstalado a su regreso de Gante, fue nombrado Ministro de Estado y miembro del Consejo Privado el 19 de septiembre de 1815. El 22 de agosto de 1815 el colegio departamental de Charente lo elige diputado. Se sienta y vota con la minoría de la Cámara y ve renovado su mandato hasta 1830. Durante estas diversas legislaturas se sentó en el centro izquierda entre los constitucionalistas.
Admitido para hacer valer sus derechos de pensión el 13 de agosto de 1832 entra en la vida privada. Disgustado de la vida pública, se retiró al seno familiar, hasta su muerte, acaecida en París el 9 de marzo de 1840.